# Adela Rogers St. Johns
Adela Rogers St. Johns (née Adela Nora Rogers; 20 mai 1894 – 10 août 1988) est une journaliste, romancière et scénariste américaine.
Elle est l'auteur de nombreux scénarios pour le cinéma muet, mais reste surtout connue pour ses reportages et interviews en tant que journaliste dans les années 1920 et 1930.

## Vie et carrière
Adela Rogers St. Johns est née à Los Angeles, fille d'un avocat renommé, Earl Rogers (en), qui était un ami du magnat de presse William Randolph Hearst.

## Filmographie
- 1925 : La Dame de la nuit (Lady of the Night) de Monta Bell
- 1926 : The Wise Guy de Frank Lloyd
- 1931 : Âmes libres (A Free Soul) de Clarence Brown
- 1932 : What Price Hollywood? de George Cukor
- 1934 : Rapt d'enfant (Miss Fane's Baby Is Stolen) d'Alexander Hall
- 1937 : En liberté provisoire (Back in Circulation) de Ray Enright